# Abies hickelii
Abies hickelii é uma espécie de conífera da família Pinaceae.
Apenas pode ser encontrada no México.

## Variedades
- Abies hickelii var. hickelii
- Abies hickelii var. oaxacana (Martínez) Farjon & Silba